# Sarcom

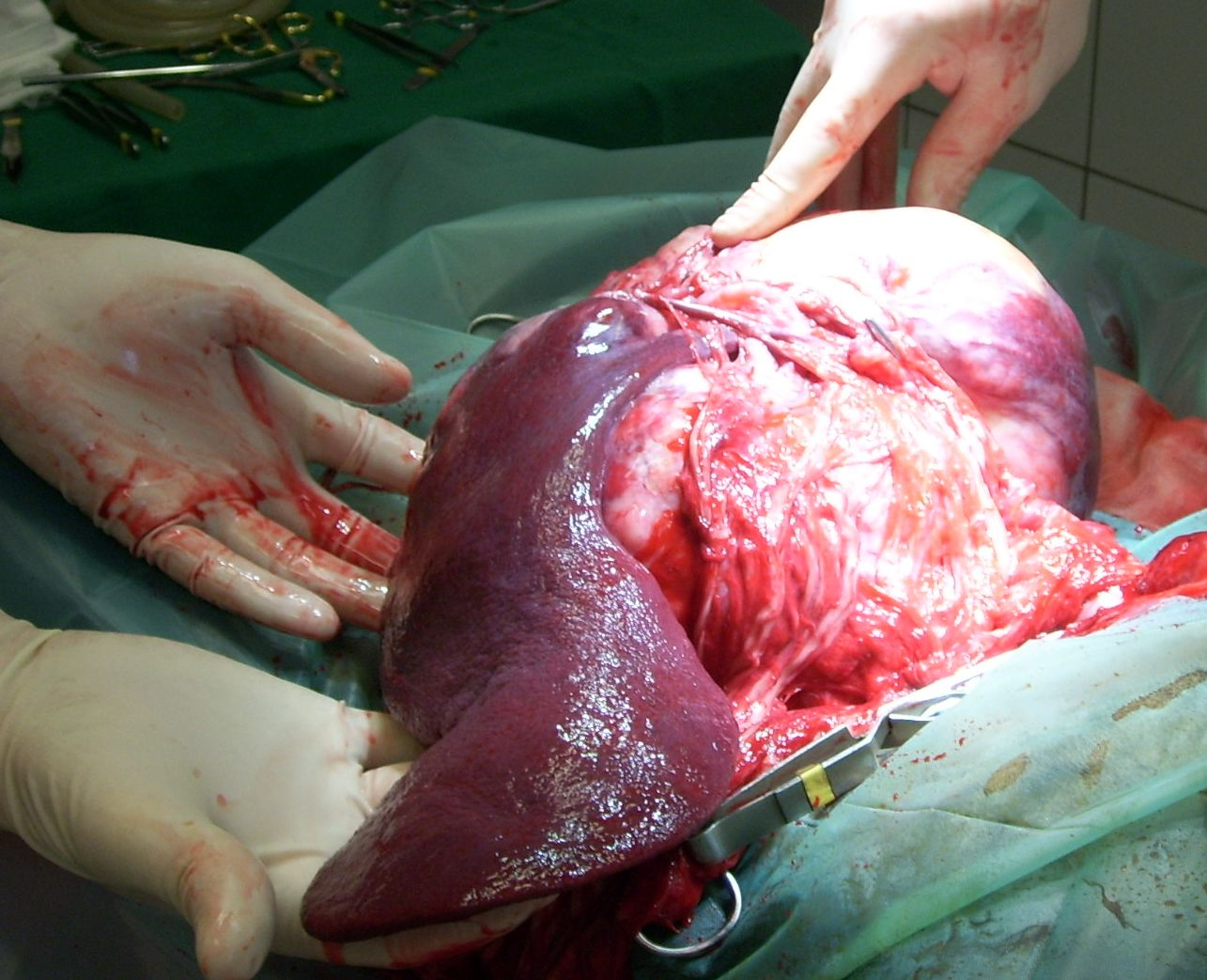
Angiosarcom pe un ficat de câine

Sarcomul (greacă σάρκωμα, sárkoma și σάρξ, sárx - carne, țesturi moi) este o tumoare malignă de țesut conjunctiv care poate afecta omul și animalele. Este o tumoră care are capacitatea de a genera metastaze, adică de a se răspândi în organism la distanță pe calea circulației sanguine și limfatice. Sarcomul afectează  de regulă țesuturile de susținere: țesutul conjunctiv, osos, cartilaginos, muscular și țesutul adipos. Tratamentul bolii este dificil și plin de riscuri din cauza recidivelor și metastazelor frecvente care apar în organismul bolnav.

## Forme de sarcom
După țesutul afectat sarcomul este denumit:
- condrosarcom
- fibrosarcom
- liposarcom
- osteosarcom
- angiosarcom
- miosarcom